# Småbil

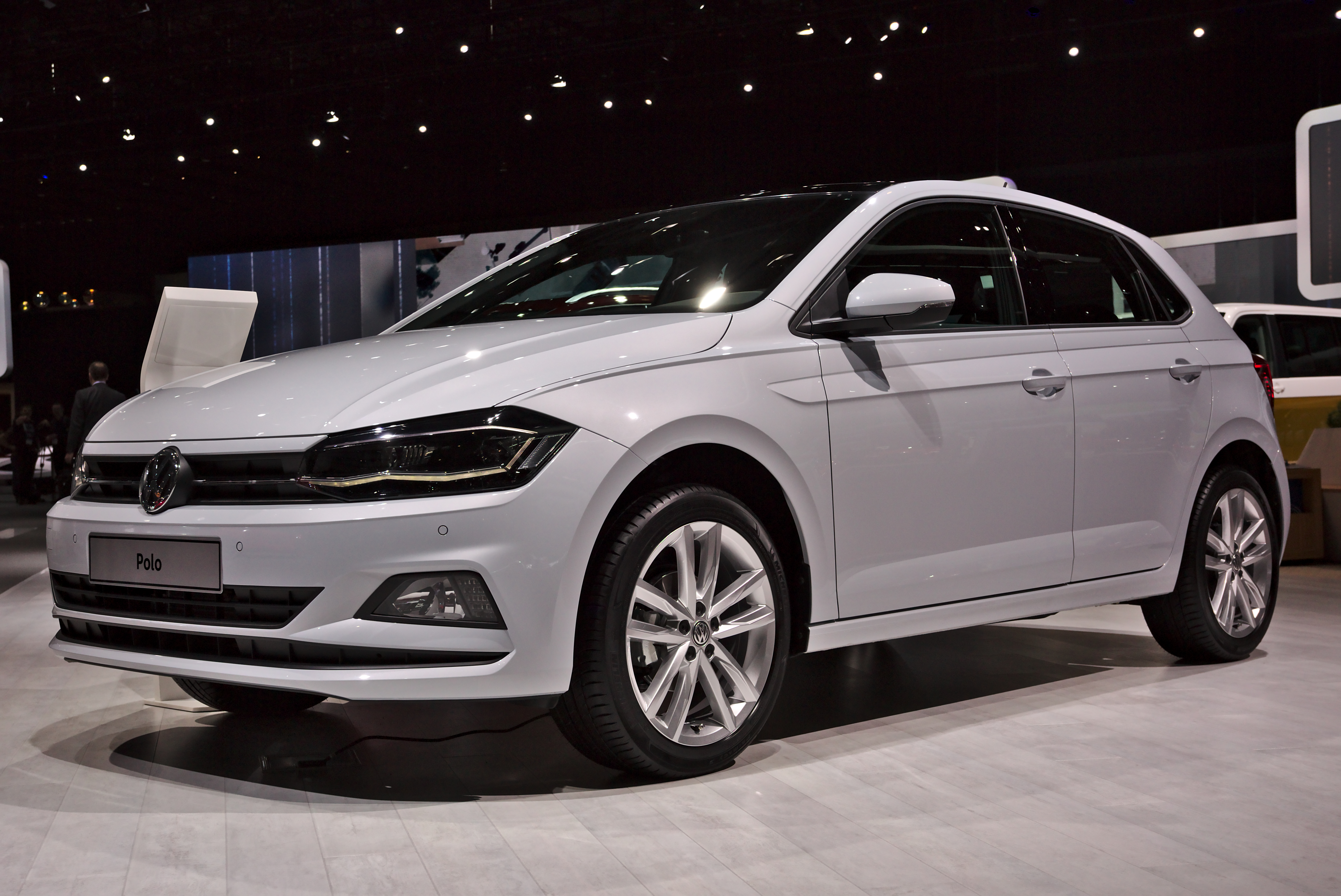
VW Polo

Småbil är en term beskriver personbilar som är större än stadsbilar men mindre än mellanklassbilar. Bilklassen kallas också B-segmentet i Europa enligt EU-kommissionens definition och subcompact i Nordamerika. I Storbritanniens kallas klassen för supermini. Kända modeller är VW Polo, Opel Corsa, Fiat Punto och Ford Fiesta. 